# Campeonato de Dinamarca de Ciclismo Contrarreloj
Los Campeonatos de Dinamarca de Ciclismo Contrarreloj se organizan anual e ininterrumpidamente desde el año 1995 para determinar el campeón ciclista de Dinamarca de cada año, en la modalidad. 
El título se otorga al vencedor de una única carrera, en la modalidad de Contrarreloj individual. El vencedor obtiene el derecho a portar un maillot con los colores de la bandera danesa hasta el campeonato del año siguiente, solamente cuando disputa pruebas contrarreloj.

## Palmarés

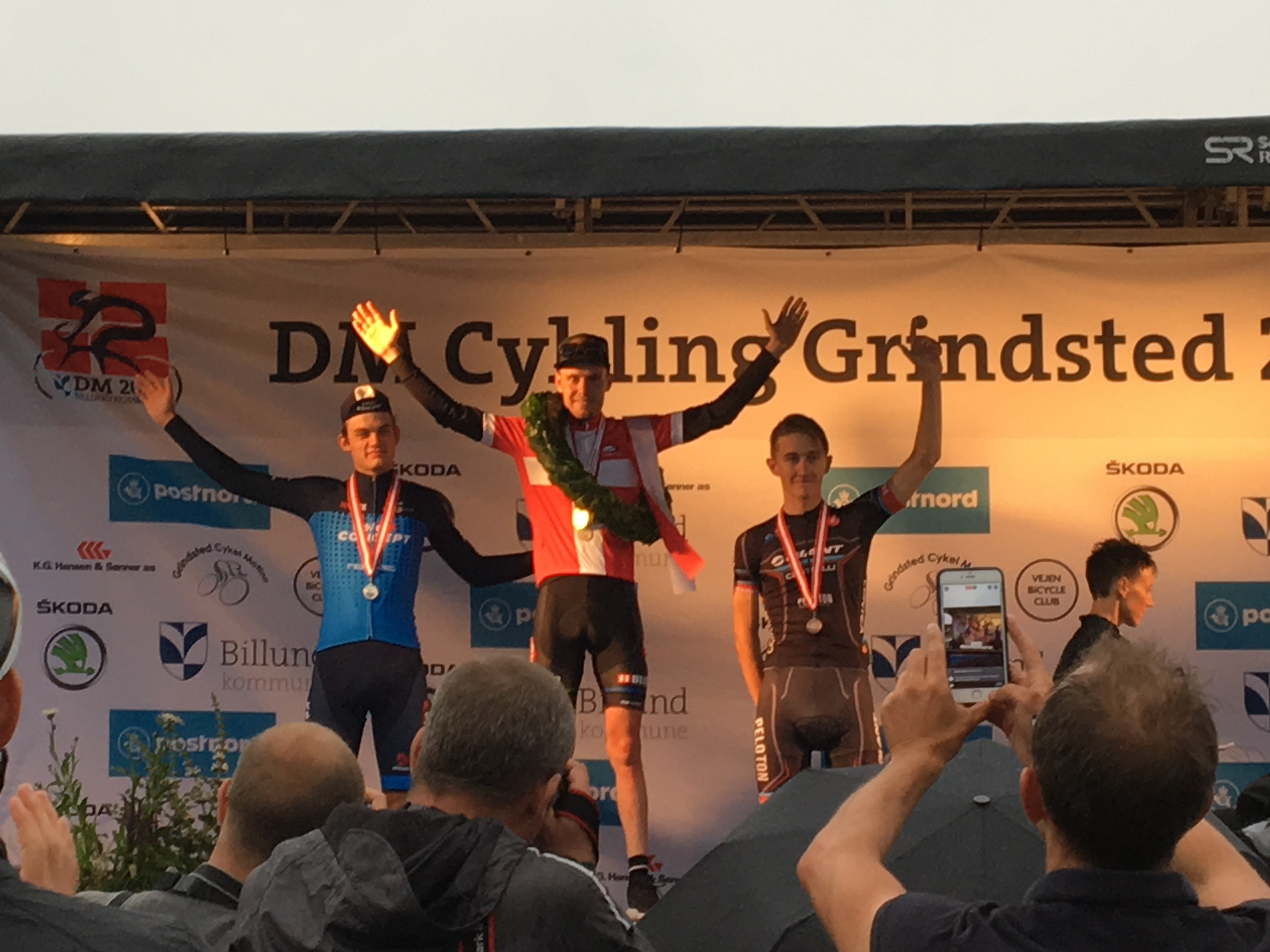
Podio de la edición 2017

| Año  | Ganador                  | Segundo                  | Tercero                  |
| 1932 | Frode Sørensen           | Leo Nielsen              | Knud Jacobsen            |
| 1933 | Werner Grundahl Hansen   | Henry Jørgensen          | Knud Jacobsen            |
| 1934 | Leo Nielsen              | Frode Sørensen           | Tage Møller              |
| 1935 | Frode Sørensen           | Werner Grundahl Hansen   | Knud Jacobsen            |
| 1946 | Knud Andersen            | Rudolf Rasmussen         | Børge S. Nielsen         |
| 1947 | Christian Pedersen       | Rudolf Rasmussen         | Jørgen Poulsen           |
| 1971 | Gunnar Asmussen          | Jørgen Schmidt           | Benny Pedersen           |
| 1972 | Reno B. Olsen            | Jørn Lund                | Jørgen Timm              |
| 1973 | Reno B. Olsen            | Ivar Jakobsen            | Jørn Lund                |
| 1974 | Jørgen Timm              | Jørgen Marcussen         | Kjell Rodian             |
| 1975 | Jørgen Marcussen         | Jørgen Schmidt           | Torben Hjort             |
| 1976 | Jørgen Timm              | Jørn Lund                | Henning Larsen           |
| 1977 | Per Rydicher             | Hans-Henrik Ørsted       | Jørgen Timm              |
| 1978 | Hans-Henrik Ørsted       | Jørgen Vagn Pedersen     | Per Sandahl              |
| 1979 | Per Sandahl              | Jørgen Vagn Pedersen     | Lars Udby                |
| 1980 | Hans-Henrik Ørsted       | Per Kjærsgaard           | Michael Marcussen        |
| 1981 | Michael Marcussen        | Henning Larsen           | Jørgen Vagn Pedersen     |
| 1982 | Per Sandahl              | Jesper Worre             | Jørgen Vagn Pedersen     |
| 1983 | Jørgen Vagn Pedersen     | Michael Marcussen        | Henning Larsen           |
| 1984 | Jørgen Vagn Pedersen     | Michael Marcussen        | Jesper Skibby            |
| 1985 | Jesper Skibby            | Tom Dalkvist             | Alex Pedersen            |
| 1986 | Rene W. Andersen         | Tom Dalkvist             | Alex Pedersen            |
| 1987 | Peter Meinert            | Klaus Møller             | Tom Dalkvist             |
| 1988 | Peter Meinert            | Michael Guldhammer       | Tommy Nielsen            |
| 1989 | Peter Meinert            | Peter Clausen            | Tom Dalkvist             |
| 1990 | Brian Holm               | Søren Lilholt            | Alex Pedersen            |
| 1991 | Claus Michael Møller     | Jan Bo Petersen          | Michael Guldhammer       |
| 1992 | Jørgen Bligaard          | Jørgen Bo Petersen       | Jan Bo Petersen          |
| 1993 | Claus Michael Møller     | Jens Knudsen             | Alex Pedersen            |
| 1994 | Jan Bo Petersen          | Henrik Jacobsen          | Tom Dalkvist             |
| 1995 | Jan Bo Petersen          | Michael Steen Nielsen    | Jimmi Madsen             |
| 1996 | Bjarne Riis              | Jan-Bo Petersen          | Michael Blaudzun         |
| 1997 | Michael Sandstød         | Bjarne Riis              | Peter Meinert            |
| 1998 | Michael Sandstød         | Peter Meinert            | Michael-Steen Nielsen    |
| 1999 | Michael Sandstød         | Jesper Skibby            | Michael-Steen Nielsen    |
| 2000 | Michael Sandstød         | Michael Blaudzun         | Bekim Christensen        |
| 2001 | Michael Blaudzun         | Jørgen Bo Petersen       | Bjarke Nielsen           |
| 2002 | Michael Sandstød         | Lennie Kristensen        | Michael Blaudzun         |
| 2003 | Michael Blaudzun         | Jørgen Bo Petersen       | Brian Vandborg           |
| 2004 | Michael Sandstød         | Frank Høj                | Brian Vandborg           |
| 2005 | Michael Blaudzun         | Brian Vandborg           | Lars Ytting Bak          |
| 2006 | Brian Vandborg           | Jacob Moe Rasmussen      | Allan Johansen           |
| 2007 | Lars Ytting Bak          | Brian Vandborg           | Jacob Kollerup           |
| 2008 | Lars Ytting Bak          | Frank Høj                | Michael Blaudzun         |
| 2009 | Lars Ytting Bak          | Alex Rasmussen           | Jakob Fuglsang           |
| 2010 | Jakob Fuglsang           | Alex Rasmussen           | Michael Mørkøv           |
| 2011 | Rasmus Quaade            | Jakob Fuglsang           | Mads Christensen         |
| 2012 | Jakob Fuglsang           | André Steensen           | Michael Mørkøv           |
| 2013 | Brian Vandborg           | Rasmus Quaade            | Rasmus Sterebo           |
| 2014 | Rasmus Quaade            | Christopher Juul Jensen  | Michael Andersen         |
| 2015 | Christopher Juul Jensen  | Rasmus Quaade            | Mads Würtz Schmidt       |
| 2016 | Martin Toft Madsen       | Michael Valgren          | Kasper Asgreen           |
| 2017 | Martin Toft Madsen       | Kasper Asgreen           | Mikkel Bjerg             |
| 2018 | Martin Toft Madsen       | Mikkel Bjerg             | Rasmus Quaade            |
| 2019 | Kasper Asgreen           | Martin Toft Madsen       | Johan Price-Pejtersen    |
| 2020 | Kasper Asgreen           | Martin Toft Madsen       | Frederik Muff            |
| 2021 | Kasper Asgreen           | Mikkel Bjerg             | Martin Toft Madsen       |
| 2022 | Mathias Norsgaard        | Magnus Cort              | Mattias Skjelmose Jensen |
| 2023 | Kasper Asgreen           | Mattias Skjelmose Jensen | Mikkel Bjerg             |
| 2024 | Mattias Skjelmose Jensen | Kasper Asgreen           | Mikkel Bjerg             |
| 2025 | Mads Pedersen            | Niklas Larsen            | Kasper Asgreen           |

## Estadísticas

### Más victorias
| Ciclista             | Victorias | Años                                |
| -------------------- | --------- | ----------------------------------- |
| Michael Sandstød     | 6         | 1997, 1998, 1999, 2000, 2002 y 2004 |
| Kasper Asgreen       | 4         | 2019, 2020, 2021 y 2023             |
| Peter Meinert        | 3         | 1987, 1988 y 1989                   |
| Michael Blaudzun     | 3         | 2001, 2003 y 2005                   |
| Lars Ytting Bak      | 3         | 2007, 2008 y 2009                   |
| Martin Toft Madsen   | 3         | 2016, 2017 y 2018                   |
| Frode Sørensen       | 2         | 1932 y 1935                         |
| Reno B. Olsen        | 2         | 1972 y 1973                         |
| Jørgen Timm          | 2         | 1974 y 1976                         |
| Hans-Henrik Ørsted   | 2         | 1978 y 1980                         |
| Per Sandahl          | 2         | 1979 y 1982                         |
| Jørgen Vagn Pedersen | 2         | 1983 y 1984                         |
| Claus Michael Møller | 2         | 1991 y 1993                         |
| Jan Bo Petersen      | 2         | 1994 y 1995                         |
| Brian Vandborg       | 2         | 2006 y 2013                         |
| Jakob Fuglsang       | 2         | 2010 y 2012                         |
| Rasmus Quaade        | 2         | 2011 y 2014                         |